# Elizabeth Montgomery
Elizabeth Victoria Montgomery (New York, 15 april 1933 - Los Angeles, 18 mei 1995) was een Amerikaans actrice.
Ze werd geboren als dochter van filmacteur Robert Montgomery en diens vrouw Elizabeth Bryan Allen, een actrice die werkzaam was op Broadway. Ze had een oudere zus Martha Bryan Montgomery, die stierf voordat Elizabeth werd geboren. In 1936 kreeg ze een broer, die de naam Robert Jr. kreeg.
Montgomery maakte haar televisiedebuut in 1951 met een rol in Robert Montgomery Presents, een serie van haar vader. Haar filmdebuut volgde in 1955, met een bijrol in The Court-Martial of Billy Mitchell. Een jaar later trouwde ze met de bijna 20 jaar oudere acteur Gig Young. Het huwelijk kwam tot een einde in 1963.
Montgomery had aan het eind van de jaren 50 en het begin van de jaren 60 voornamelijk gastrollen in televisieseries als Alfred Hitchcock Presents, The Loretta Young Show, Wagon Train, Twilight Zone en The Untouchables. Verder was ze tegenover Lillian Gish te zien in de televisiefilm The Spiral Staircase (1961).
In films was Montgomery niet vaak te zien. Wel verscheen ze tegenover Annette Funicello in zowel Beach Party (1963) en How to Stuff a Wild Bikini (1965). In 1963 kreeg ze haar eerste hoofdrol, in Johnny Cool. Ook was ze in datzelfde jaar tegenover Dean Martin te zien in Who's Been Sleeping in My Bed?.
Regisseur Alfred Hitchcock was van plan haar te casten als de schoonzus van Sean Connery in Marnie (1964). Montgomery kreeg rond deze tijd echter de rol van Samantha Stephens in de sitcom Bewitched en was niet beschikbaar.
De serie werd destijds een enorm succes. Zo kreeg ze zelfs een gastrol in de geanimeerde The Flintstones als Samantha in 1965. Voor haar rol kreeg ze zowel een nominatie voor een Emmy Award als een Golden Globe. Bewitched werd uiteindelijk na acht seizoenen in 1972 stopgezet. Ook trouwde ze met William Asher, de producent van de serie. Met hem bleef ze getrouwd tot 1973 en kreeg ze drie kinderen.
Montgomery had er moeite mee constant trekjes van Samantha te moeten doen voor fans en weigerde veelal over haar rol in de sitcom te discussiëren. Ze zocht naar meer dramatische rollen en was in de jaren 70 en 80 voornamelijk te zien in gedramatiseerde televisiefilms. Zo kreeg ze Emmy Award-nominaties voor haar rollen in A Case of Rape (1974) en The Legend of Lizzie Borden (1975), waarin ze de rol van Lizzie Borden neerzette.
Montgomery bleef werkzaam als actrice tot haar dood in 1995. Haar laatste rol was die in een aflevering van The Adventures of Batman & Robin. Ook speelde ze in haar overlijdensjaar de titelrol in Deadline for Murder: From the Files of Edna Buchanan.
In 1992 werd Montgomery een activiste en was een voorstander voor vrouwenrechten en kwam op voor homoseksuelen. Ook presenteerde ze de documentaire The Panama Deception (1992).
In de lente van 1995 werd er darmkanker geconstateerd. Montgomery koos ervoor de symptomen te negeren, vanwege haar verplichtingen als actrice. Ze weigerde te overlijden in een ziekenhuis en trok zich terug in haar huis in Beverly Hills, nadat het duidelijk werd dat ze geen kans op overleven had. Ze stierf op 18 mei dat jaar. Ze is gecremeerd aan Westwood Village Memorial Park Cemetery en haar as is verdeeld onder vrienden en familie.
- Biblioteca Nacional de España: XX1748615
- Bibliothèque nationale de France: cb142081844 (data)
- Gemeinsame Normdatei: 14200278X
- International Standard Name Identifier: 0000 0000 8133 3632
- Library of Congress Control Number: n95012699
- Nederlandse Thesaurus van Auteursnamen: 071235671
- SNAC: w6dz84g5
- Système universitaire de documentation: 132347407
- Virtual International Authority File: 54358175
- WorldCat: E39PBJrcfDKP79gmRRgFd9hGpP